# Marie-Hélène Beaulieu
Marie-Hélène Beaulieu (nascida em 1979) é uma artista canadiana que trabalha com vidro. Ela nasceu em Rouyn-Noranda, no Quebec, e estudou no Centre des métiers du verre du Québec. Em 2006 co-fundou o Atelier Sébomari com o colega artista de vidro Sébastien Duchang. Em 2015 recebeu o Prémio Jean-Marie Gauvreau.
O seu trabalho encontra-se incluído nas colecções do Musée national des beaux-arts du Québec e do Museu de Belas Artes de Montreal.